# ام حبس
ام حبس (به عربی: أم حبس) یک روستا در سوریه است که در ناحیه حمرا واقع شده‌است. ام حبس ۵۴۳ نفر جمعیت دارد.